# Leucopogon distans
Leucopogon distans är en ljungväxtart som beskrevs av Robert Brown. Leucopogon distans ingår i släktet Leucopogon och familjen ljungväxter. Utöver nominatformen finns också underarten L. d. contractus.